# 鳞斑荚蒾
鳞斑荚蒾（学名：Viburnum punctatum）为五福花科荚蒾属的植物。分布于缅甸、泰国、柬埔寨、不丹、尼泊尔、印度尼西亚、越南、印度以及中国大陆的云南、四川、贵州等地，生长于海拔700米至1,700米的地区，常生长在溪涧旁、密林中以及林缘，目前尚未由人工引种栽培。

## 异名
- Viburnum punctatum Buch.-Ham. ex D. Don var. lepidotulum (Merr. et Chun) Hsu